# Пътнически влак на БДЖ
Пътнически влак (абревиатура: ПВ) е универсална категория влак за превоз на пътници, поддържана и експлоатирана и от „Холдинг Български държавни железници“ ЕАД в рамките на железопътната мрежа на Република България.

## Информация
Пътнически влакове в България се използват за придвижване на пътници на разстояния до 150 километра. Чрез тях се осъществява транспорта главно на пътници между два големи областни центъра, като по маршрутите им между начална и крайна гара, спират на всички спирки и гари, с цел удобното придвиждане на ученици, студенти, работници и възрастни хора от по-малки към по-големи населени места, в които има по-добра развита образователна, социална и здравна система.